# 두오모 오페라 박물관
두오모 오페라 박물관(이탈리아어: Museo dell'Opera del Duomo 무세오 델로페라 델 두오모[*])은 이탈리아 피렌체에 있는 박물관이다. 피렌체의 두오모인 산타 마리아 델 피오레 대성당의 미술품을 보관하기 위해 일종의 부속박물관으로 설립되었다. 두오모 통합입장권을 구입하면 산조반니 세례당, 지하예배시설과 더불어 이곳까지 둘러볼 수 있다.

## 상세
두오모 오페라 박물관은 대성당의 후진 방면, 바로 동쪽에 위치해 있다. 원래 이 자리는 1296년 대성당의 건설을 담당하는 '오페라 델 두오모' (Opera del Duomo)라는 기관이 있던 자리로, 건설현장에 투입되는 감독관과 예술가, 인부들이 이용하던 건물이었다. 1436년 대성당이 완성되고 나서부터는 대성당과 세례당, 종탑의 유지보수를 맡는 곳으로 바뀌었다.
1891년 5월 3일부터는 건물의 일부 공간을 대중에 처음으로 개방하여 박물관으로 개관하였다. 이후 1998년부터 2000년까지 내부시설 현대화를 거쳐 전시공간을 3분의 1로 늘렸고, 2009년부터 2015년까지는 확장 리모델링 공사를 거쳐 2015년 10월 29일 지금의 모습으로 재개관하였다.
박물관 내부에는 먼저 피렌체 대성당의 파사드를 그대로 옮겨놓고, 원본 석상들이 본래의 위치대로 배치해둔 '살로네 델 파라디소' (Salone del Paradiso)가 있다. 이곳은 "세계에서 가장 중요한 조각품 컬렉션" 중 하나로 불린다. 살로네 델 파라디소의 반대편에는 로렌초 기베르티의 산 조반니 세례당 대문인 일명 '천국의 문'이 전시되어 있다. 이밖의 소장품으로는 루카 델라 로비아와 도나텔로가 제작한 성가대인 '칸토리아', 미켈란젤로가 자신의 무덤에 설치하기 위해 만들어둔 피에타상 등이 있다.
2013년 8월 6일, 박물관을 관람하던 관광객이 성모 마리아상 (14세기, 조반니 담브로조 작)의 손가락을 실수로 떼어버리는 사건이 발생했다. 소실된 부분은 나중에 복구되었지만 원본에 달려있던 손가락이 아닌 새 것인 것으로 전해졌다.

## 갤러리

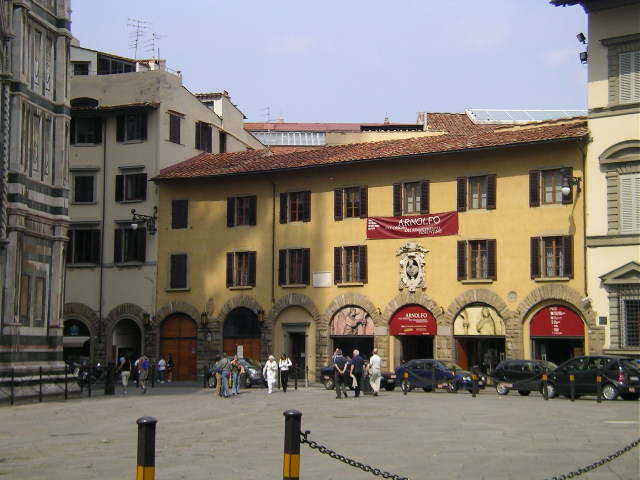
박물관 외관
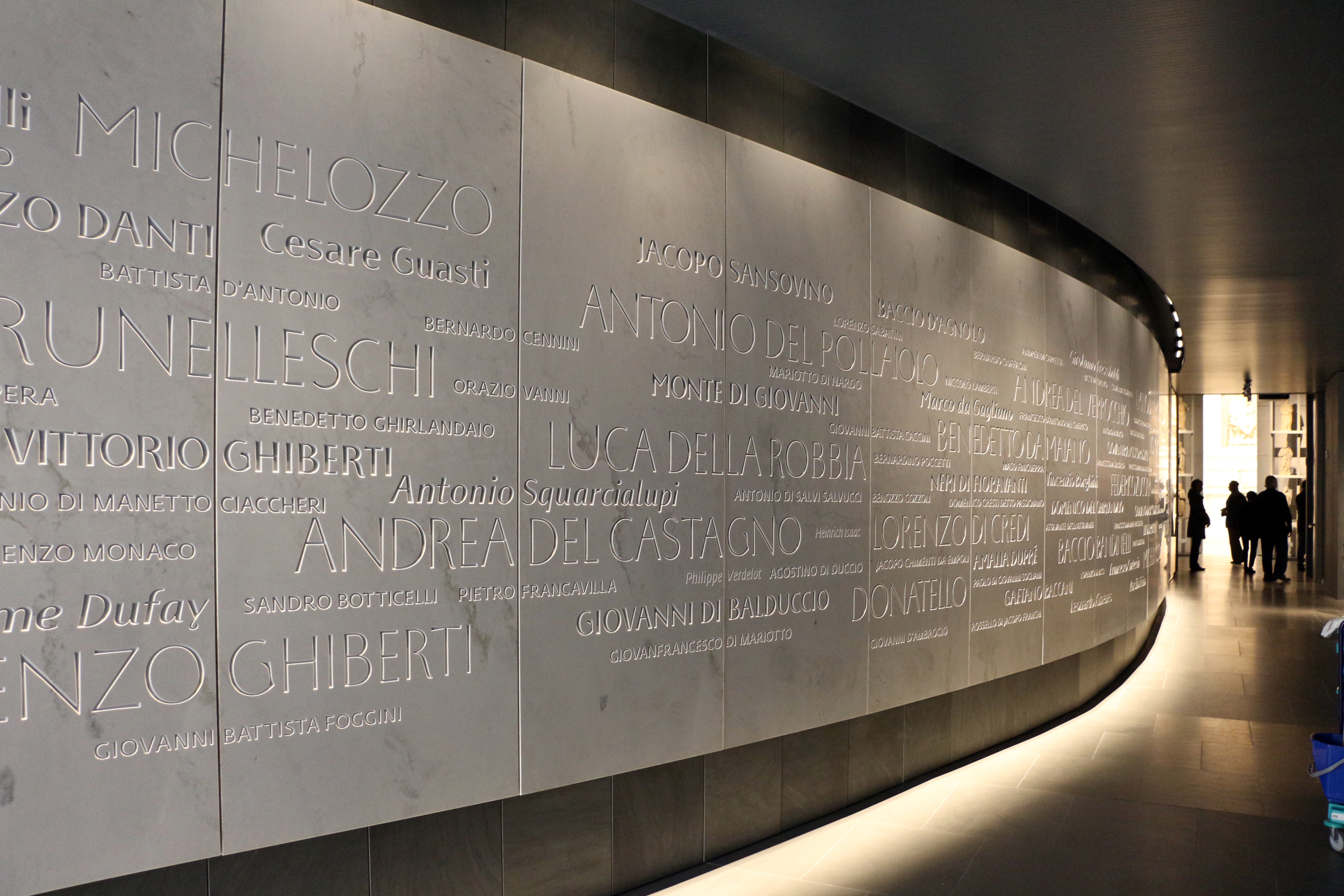
입구 통로
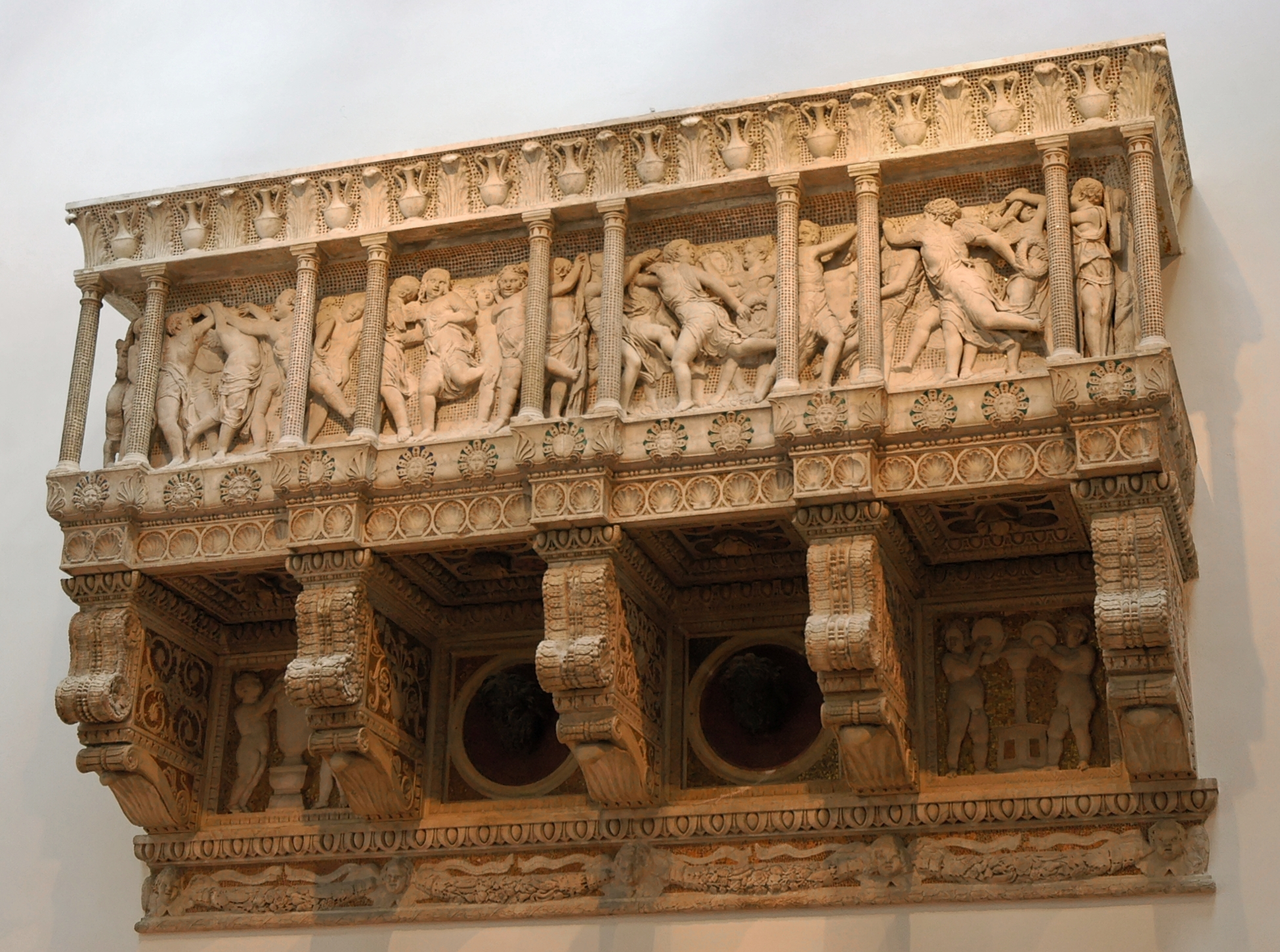
칸토리아
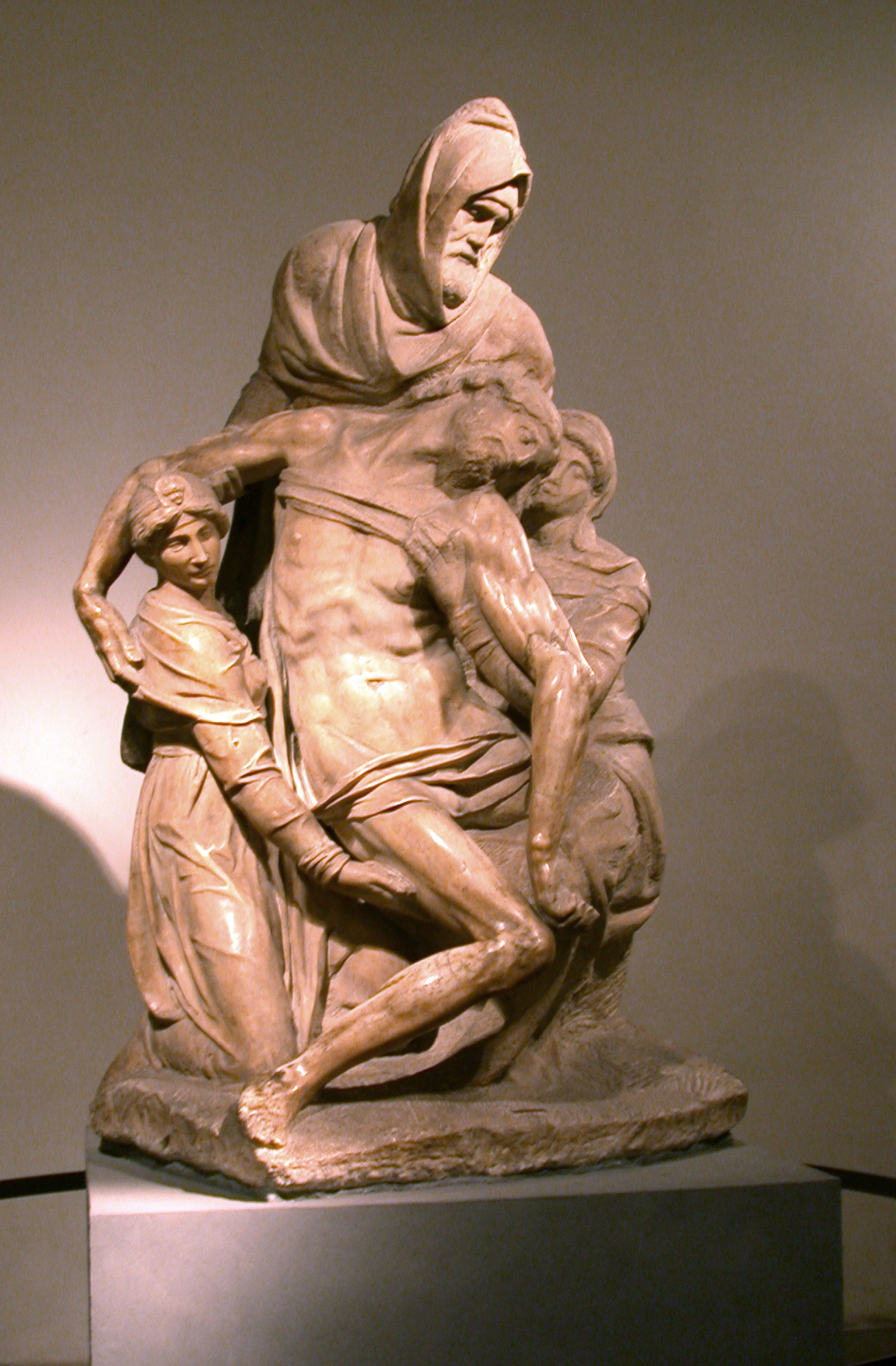
<반디니의 피에타>, 미켈란젤로 작
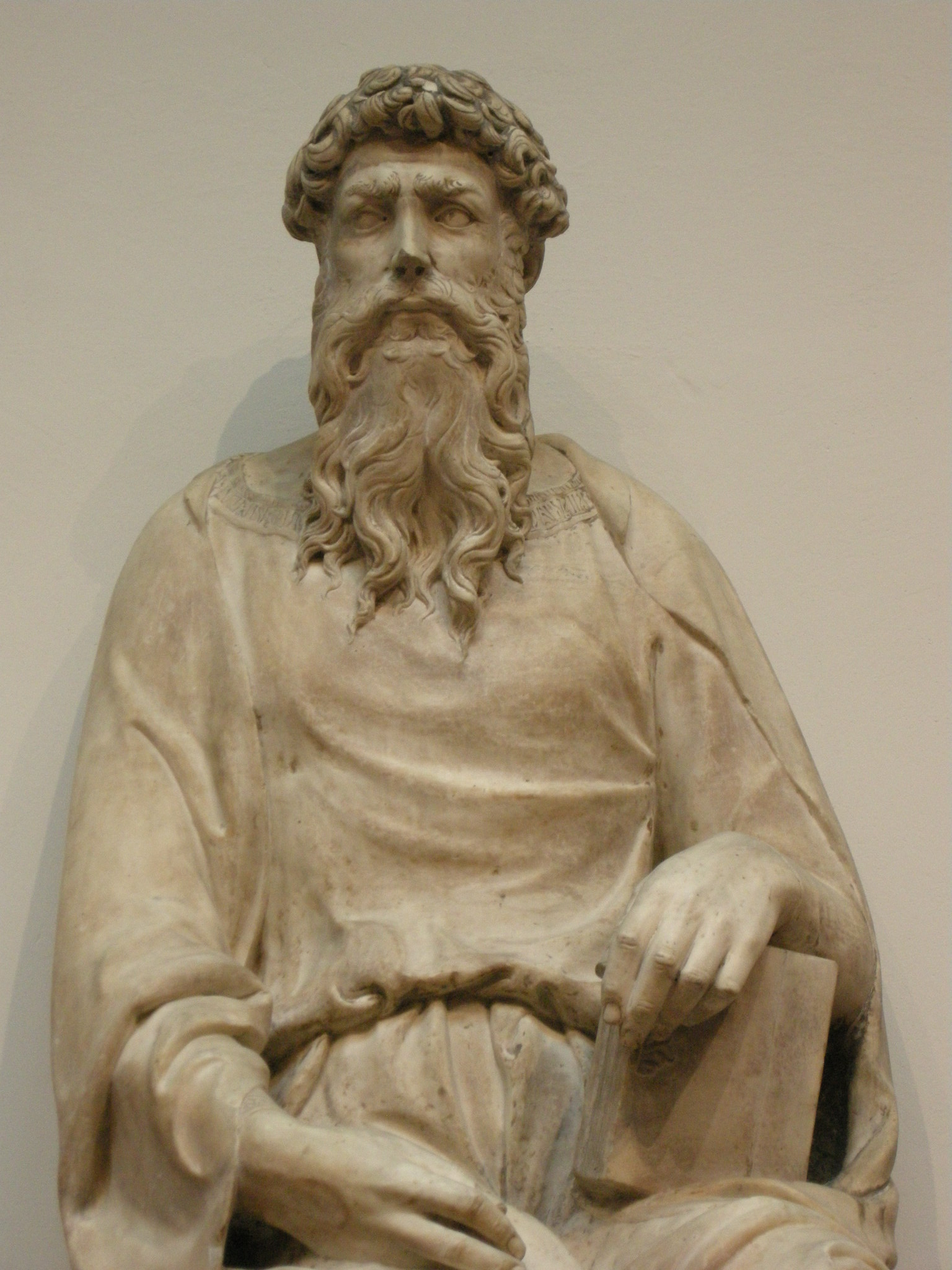
<복음사가 산 조반니>, 도나텔로 작